# Папуа (залив)
Па́пуа (англ. Gulf of Papua) — четырёхсоткилометровый залив Кораллового моря, находящийся на южной оконечности острова Новая Гвинея в Папуа — Новой Гвинее. Омывает Западную и Центральную провинции, а также провинции Галф. Многие крупные реки Новой Гвинеи впадают в залив Папуа — Флай, Пурари, Кикори, Турама. Их устья образуют большую дельту.

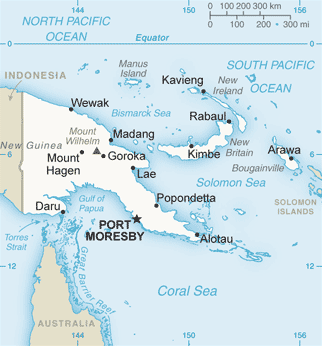
Папуа — Новая Гвинея

## Границы
За южную границу залива принимается линия от юго-западной части дельты реки Флай на западе до Кабо-Саклинга (мыса Suckling, который находится в 355 км к востоку от реки Флай, на 70 км северо-западнее города Порт-Морсби). Таким образом, площадь залива составляет около 35 000 км². 

## Население
Сообщества (общины), населяющие залив Папуа, в основном живут в деревнях на берегу или в прибрежных мангровых лесах, а также в ключевых региональных центрах (Кикори, Баймуру, Иху, Керема и Малалауа). Здесь находятся организации, предоставляющие медицинские услуги, а также средние школы и крупные магазины. Правительство провинции Галф, в ведении которого находится бо́льшая часть залива Папуа, находится в Кереме. Основное племя провинции носит название тоарипи. 
С 1950-х годов уроженцы залива Папуа мигрируют в столицу Папуа — Новой Гвинеи — Порт-Морсби — в поисках работы. В результате этих перемещений в Порт-Морсби проживает значительная община папуасов — жителей залива. Сообщества залива имеют доступ к региональным авиалиниям, которые соединяют их с миром. Многие жители дельты Пурари посещают в Порт-Морсби. 

## Экономика и экологические проблемы
В настоящее время жители региона полагаются в основном на рыболовство и охоту и, в зависимости от района, на сельское хозяйство и садоводство. С начала 1990-х годов общины залива столкнулись с интенсивной экспансией со стороны транснациональных компаний, интересы которых состоят в поисках нефти и доходов от вырубки тропических лесов (твёрдой древесины) в регионе. В настоящее время строится нефтепровод от нефтяных скважин к морскому терминалу нефти в заливе Папуа. С середины 1990-х годов были созданы несколько лесоповалов, некоторые из них находятся в ведении малайзийской компании Римбунан Хиджау. Общины, на земельные и водные ресурсы которых в настоящее время влияют эти проекты, получают незначительную компенсацию. В общине можно купить рис, рыбные консервы, керосин и т. д. Долгосрочные социальные и экологические последствия этих проектов добычи ресурсов до сих пор не оценены. 

## Культура
Культурные связи между разнообразными культурными группами, населяющими этот регион, достаточно свободны (широки). Есть сообщества, организованные на основе племенных и клановых границ, и хотя эти границы остались нетронутыми с течением времени, представители общин вступают в брак и в регионе, и за пределами этнических групп. 
Ритуалы, такие как охота за головами и людоедство, были широко распространены в заливе Папуа и совершались над иностранными людьми. Этим ритуалам приписывается магическая сила, показывают их молодые мужчины. Неотъемлемой частью ритуалов являются племенные искусства. В основном искусства представляют собой различные изделия из дерева, окрашенные местными красителями красной охры, известью, углем. Примерами этого искусства являются скульптуры, маски и Гопе. Ряд авторов, а именно английский антрополог Альфред Хаддон (1920) и искусствовед Дуглас Ньютон (1961), отмечали сходства между различными формами искусства, групп, проживающих вдоль реки Сепик. На основе этого формального сходства они предложили возможность культурных связей между этими двумя областями. Тем не менее, на сегодняшний день научные исследования не подтвердили такие связи, и они остаются спекуляциями на основе стилистического сходства. 
Также в начале колониального периода в регионе (1880—1920 гг.) общины стали известны в Европе своей масштабной архитектурой. 